# Louis Schmidt
Pour les articles homonymes, voir Schmidt.
Louis Schmidt, né le 5 avril 1877 à Lodelinsart (province de Hainaut) et mort le 13 février 1944 à la prison de Breslau en Allemagne nazie. Breslau est actuellement en Pologne et se nomme Wrocław.

## Biographie
Ingénieur diplômé de l'université de Liège, Louis Schmidt s'installe à Etterbeek (Bruxelles) en 1911. Il fut bourgmestre d'Etterbeek de 1932 à 1944. 